# Европска заједница за атомску енергију
Европска заједница за атомску енергију или скраћено Евроатом (енгл. European Atomic Energy Community) је међународна организација састављена од држава чланица Европске уније. Основана је Римским уговором, потписаним 25. марта 1957. године. Евроатом данас, заједно са Европском заједницом чини први стуб Европске уније. Евроатом је све до 1967. имао властита тела, када су Уговором о спајању тела Евроатома, Европске економске заједнице и данас више непостојеће Европске заједнице за угаљ и челик, спојена у тела Европских заједница. Сврха Евроатома је створити посебно тржиште за атомску енергију, дистрибуирати је кроз државе чланице, развијати је и вишак продавати држвама нечланицама. Ступањем на снагу новог Европског устава, Евроатом ће и даље деловати самостално, тј. задржат ће правну особност.
Правно се разликује од Европске уније (ЕУ) иако има исто чланство и њоме управљају многе институције ЕУ; али то је једина преостала организација заједнице која је независна од ЕУ и стога изван регулаторне контроле Европског парламента. Од 2014. године Швајцарска такође учествује у програмима Еуратома као придружена држава.
Уједињено Краљевство је престало да буде члан организације 31. јануара 2020. године. Међутим, према условима Споразума о трговини и сарадњи између УК и ЕУ, Уједињено Краљевство учествује у Еуратому као придружена држава након завршетка прелазног периода 31. децембра 2020.

## Историја
Заједничка скупштина је предложила проширење овлашћења Европске заједнице за угаљ и челик на друге изворе енергије. Међутим, Жан Моне, архитекта и председник ECSC-а, желео је посебну заједницу која би покривала нуклеарну енергију. Луис Арманд је био задужен за студију о изгледима употребе нуклеарне енергије у Европи; његов извештај је закључио да је неопходан даљи нуклеарни развој да би се попунио дефицит који је настао због исцрпљивања лежишта угља и да би се смањила зависност од произвођача нафте. Међутим, државе Бенелукса и Немачка такође су биле заинтересоване за стварање општег јединственог тржишта, иако се томе противила Француска због свог протекционизма, а Жан Моне је то сматрао превеликим и тешким задатком. На крају, Моне је предложио стварање одвојених атомских енергетских и економских заједница како би се помириле обе групе.
Међувладина конференција о заједничком тржишту и Еуратому у замку Вал-Дучес 1956. године сачинила је основе нових уговора. Еуратом би подстицао сарадњу у нуклеарној области, у то време веома популарној области, и, заједно са EEC, делио би Заједничку скупштину и Суд правде ECSC-а, али не и његове извршне органе. Еуратом би имао свој савет и комисију, са мање овлашћења од Високог ауторитета Европске заједнице за угаљ и челик. Чланице ECSC-а су 25. марта 1957. потписале Римске уговоре (Уговор о Евроатому и Уговор о EEC), који су 1. јануара 1958. ступили на снагу.
Европски устав је имао за циљ да консолидује све претходне уговоре и повећа демократску одговорност у њима. Уговор о Еуратому није измењен као други уговори, тако да је Европски парламент добио мало овлашћења над њим. Међутим, разлог зашто је остао неизмењен био је исти разлог због којег га је Устав оставио да остане одвојен од остатка ЕУ: антинуклеарни сентимент међу европским бирачким телом, који може непотребно окренути гласаче против споразума. Уговор о Еуратому тако остаје на снази релативно неизмењен од његовог првобитног потписивања.

## Сарадња
- Од 2014. године Швајцарска учествује у програмима Еуратома као придружена држава.[2]
- Од јануара 2021. Уједињено Краљевство учествује у програмима Еуратома као придружена држава под условима Споразума о трговини и сарадњи УК-ЕУ.[5][13]
- Од 2022. године, Еуратом одржава споразуме о сарадњи различитих обима са десет земаља: Јерменијом,[14] Аустралијом,,[15] Канадом,[16] Индијом,[17] Јапаном,[18] Казахстаном,[19] Јужном Африком,[20] Украјином,[21] Сједињеним Државама[22] и Узбекистаном.[23]

## Повлачење Уједињеног Краљевства
Уједињено Краљевство је објавило своју намеру да се повуче из EAEC 26. јануара 2017, након одлуке да се повуче из Европске уније. Званично обавештење о повлачењу из EAEC дато је у марту 2017. године, у оквиру писма обавештења из члана 50, где је повлачење изричито назначено.. Повлачење је ступило на снагу тек након преговора о условима изласка, који су трајали две године и десет месеци.
Извештај Комитета за пословну, енергетску и индустријску стратегију Доњег дома, објављен у мају 2017, доводи у питање правну неопходност напуштања Еуратома и позива на привремено продужење чланства како би се дало време за склапање нових аранжмана.
У јуну 2017. године, преговарачка радна група Европске комисије објавила је документ са ставом који је прослеђен ЕУ27 о нуклеарним материјалима и заштитној опреми (Еуратом), под називом „Основни принципи о нуклеарним материјалима и заштитној опреми“. Следећег месеца, у брифинг документу из библиотеке Доњег дома процењене су импликације напуштања Еуратома.
Године 2017, чланак у новинама The Independent довео је у питање доступност нуклеарног горива за УК након 2019. ако би се УК повукла, као и потребу за новим уговорима који се односе на транспорт нуклеарних материјала. У чланку из 2017. у часопису New Scientist се наводи да би снабдевање радиоизотопима за лечење рака такође требало да се размотри у новим споразумима.
Британски политичари спекулисали су да би Велика Британија могла да остане у Еуратому. Године 2017, неки су тврдили да би то захтевало – мимо сагласности ЕУ27 – измену или опозив писма из члана 50 из марта 2017. године.
Закон о нуклеарним заштитним мерама из 2018, који предвиђа мере заштите након повлачења из Еуратома, добио је краљевску сагласност 26. јуна 2018. године.

## Achievements
In the history of European regulation, Article 37 of the Euratom Treaty represents pioneering legislation concerning binding transfrontier obligations with respect to environmental impact and protection of humans.